# Doctor Dré
Андре Браун (англ. André Brown) (род. 5 декабря 1963, Вестбери, Нью-Йорк, США), более известный как Doctor Dré — американский рэпер, актёр, комедиант, музыкант, диджей, радио- и телеведущий, более известный как бывший виджей популярного хип-хоп-телешоу Yo! MTV Raps на канале MTV.
За свою музыкальную карьеру Андре Браун выпустил два альбома, один в составе группы Original Concept (Straight From The Basement Of Kooley High! 1988), а второй — в составе дуэта Doctor Dré & Ed Lover (Back Up Off Me! 1994). В 1991 году вместе со своими коллегами по программе Yo! MTV Raps Доктор Дре́ выпустил сингл «Down Wit’ MTV», ставший одним из гимнов телеканала MTV.
За свою кинокарьеру Андре снялся в 8 художественных фильмах, 5 документальных фильмах, 5 телевизионных фильмах и в 15 телесериалах. Доктор Дре́ наиболее известен по главной роли в фильме Кто этот тип? (англ. Who’s The Man?), вышедшем на экраны в 1993 году.

## Карьера

### История до MTV
Андре Браун родился 5 декабря 1963 года в посёлке Вестбери, Нью-Йорк. В 1982 году его приятель Билл Стефни (англ. Bill Stephney), программный директор радиостанции WBAU, пригласил Андре поработать на радио. Так Doctor Dré стал ведущим шоу The Operating Room на радиостанции WBAU, расположенной в университете Адельфи в Гарден-Сити, Нью-Йорк. На той же самой радиостанции работали диджеи группы Spectrum City (Chuck D, Hank Shocklee, Keith Shocklee), а также Flavor Flav, который был ведущим собственной радиопередачи. Вместе с другими диджеями (T-Money, Rapper G, Easy G) Doctor Dré сформировал хип-хоп-группу Concept Crew.
В марте 1983 года группа Run-D.M.C. выпустила дебютный сингл «It’s Like That»/«Sucker M.C.’s» и WBAU была первой радиостанцией, которая играла обе эти песни. Позже Run-D.M.C. были гостями на радио, и Doctor Dré был первым, кто взял интервью у Run-D.M.C. Билл Стефни познакомил Андре с Риком Рубином, которому понравились записи «Knowledge Me» и «Can You Feel It?». Так в 1986 году Concept Crew подписали контракт с Def Jam Recordings, переименовали себя в группу Original Concept, и в феврале того же года выпустили свой первый сингл «Knowledge Me»/«Can You Feel It?». В том же 1986 году Doctor Dré вместе с Original Concept написал песню «Proud To Be Black» для нового альбома Run-D.M.C. Raising Hell, после чего Рубин предложил Дре́ быть гастрольным диджеем группы Beastie Boys, на что Дре́ согласился и был диджеем группы на протяжении 1,5 лет — для тура Run-D.M.C. Raising Hell Tour + Beastie Boys Licensed To Ill Tour (1986—1987). В 1988 году группа Original Concept выпустила дебютный и единственный альбом Straight From The Basement Of Kooley High! на Def Jam.
Доктор Дре́ появился в клипах J.J. Fad — «Supersonic» (1988) и DJ Polo and Ron Jeremy — «Freak of the Week» (1996).

### Yo! MTV Raps
Doctor Dré наиболее известен как соведущий (с Джеймсом «Ed Lover» Робертсом) версии Yo! MTV Raps, которая выходила на MTV в будние дни. Основную версию передачи, которая выходила по выходным дням, вёл хип-хоп-пионер «Fab Five Freddy».
Когда телеканал MTV начал свою рекламную кампанию Down With MTV в 1991 году, им нужен был хит. Поскольку группа Naughty by Nature была одной из самых популярных групп, которые часто появлялись на передаче Yo! MTV Raps, то в качестве основы для будущего трека была взята песня «O.P.P.». Песню «Down Wit’ MTV» исполнили Todd 1, Doctor Dré и Ed Lover.
В 1992 году Эд Лавер и Доктор Дре́ сыграли роль в художественном фильме Кто этот тип? (англ. Who’s The Man?) в качестве несчастных парикмахеров, которые идут служить в полицию. Режиссёром этого фильма был соавтор и содиректор передачи Yo! MTV Raps, Тед Демме.
8 ноября 1994 года Doctor Dré и Ed Lover выпустили плохо принятый музыкальными критиками альбом Back Up Off Me! на лейбле Relativity Records.

### Радио Нью-Йорка и Лос-Анджелеса
Доктор Дре́ и Эд Лавер также были ведущими рейтингового утреннего шоу Morning Show with Ed, Lisa, and Dré на Нью-Йоркском радио Hot 97 FM с 1993 по 1998 год, затем работали ведущими на радио 100.3 The Beat в Лос-Анджелесе с 2000 по 2001 год, и вернулись в Нью-Йорк в 2002 году, где стали радиоведущими на Нью-Йоркском хип-хоп-радио Power 105.1 FM (2003—2006).
В конце концов Дре́ и Эд пошли разными путями. Андре стал ведущим его собственного шоу «Doctor Dre’s After Hours Spot» на радио Power 105.1 FM (2005—2006), это было самое высоко оценённое ночное радио ток-шоу в этот временной интервал. Затем Doctor Dré расширил своё портфолио в качестве обозревателя фильмов и DVD для передачи Cold Pizza на телеканале ESPN 2 (2006—2007). В следующем году он объединился со своим старым приятелем Чаком Ди в качестве соведущего радиопередачи On the Real на радио Air America.

### Сахарный диабет
В 2008 году Андре Браун был застигнут врасплох, когда врач поставил ему диагноз:Сахарный диабет 2-го типа. Бывший соведущий Yo! MTV Raps всячески пытался выздороветь, когда получил известие об этом. К сожалению, в 2016 году Доктор Дре́ ослеп в результате его состояния. Однако, есть надежда, что его зрение вернётся после операции, и ещё он говорит, что его жизнь совсем не изменилась после слепоты, как большинство из вас думает. Хип-хоп-пионер создал социальную программу The Fight Back!, в которой он помогает другим с таким же состоянием. В январе 2017 года Доктор Дре́ участвовал на шоу Опры Уинфри Where Are They Now? (с англ. — «Где они сейчас?»), где он и рассказал о своём намерении бороться за свою жизнь и не сдаваться.

### Возвращение на радио
Спустя 10 лет после увольнения Андре вернулся на радио 31 октября 2017 года. Он запустил первый эпизод радиопередачи Doctor Dre FLESHWOUND, еженедельного 2-х часового радиошоу и подкаста, который записывается на радио Da Matrix Studios Network в Бронксе. После каждой прямой трансляции шоу размещается на веб-сайте Da Matrix Studios. По словам Дре́ передача спроектирована как «вечернее ток-шоу, напоминающее In Living Color с оттенком Saturday Night Live». Ток-шоу включает в себя развлекательные сегменты, стенд-ап комедии и музыкальные постановки. Шоу также включает в себя образовательные сегменты, посвящённые здоровью, оздоровлению и счастью.

### Public Enemy, Ruthless Records, Ice Cube
Доктор Дре́ сыграл неотъемлемую роль в карьере Public Enemy: Я был первым диджеем группы Beastie Boys после Рика Рубина. «Я написал песню с моей группой Original Concept под названием „Proud To Be Black“ для альбома Run-D.M.C. Raising Hell (1986). До этого я подписал свою группу на лейбл Def Jam. Мы были в туре, я обычно ставил кассеты, которые мы брали с собой в автобус. В итоге Beastie Boys услышали песню „Public Enemy #1“, потому что песня была записана для промо на радио. Парни из Beastie Boys постоянно говорили Рику об этой записи, поэтому я поставил эту песню для Рика. Расселл Симмонс спал на кровати Рика Рубина в Нью-Йоркском университете, и Рик Рубин услышал это и сказал: „Эй, это здорово. Это круто“. Расселл встал, подошёл к кассетной деке и выбросил кассету из окна. Я сказал: „Что ты делаешь?“. Он сказал: „Это мусор, мужик. Никто никогда не будет слушать это“. Месяцы спустя Чак, я и [бывший исполнительный директор Def Jam] Билл Стефни были в том же музыкальном классе с Гарри Алленом — после споров с каждым из них, я фактически привёл к успеху группу Public Enemy».
Доктор Дре́ является важнейшим куратором в успехе лейбла Ruthless Records, которого в тот день избегало большинство основных СМИ: «Мы сидели на собрании MTV, и они сказали: „Привет, Дре́, есть другой парень, который называет себя Dr. Dre, должны ли мы ставить это видео в эфир?“. Я обычно говорил: „Нет, не делай этого“. Я знал об этом парне; я знал его, когда он ещё был в команде World Class Wreckin' Crew, и я даже немного переписывался с ним письмами. Я сказал: „Поставь это видео“. Это видео называлось „Express Yourself“ группы N.W.A. (1988)».
Доктор Дре́ помог Ice Cube выпустить его дебютный студийный альбом AmeriKKKa’s Most Wanted (1990): "Ice Cube пришёл на съёмки шоу Yo! MTV Raps. Он сказал мне: "Эй, парень, ты мог бы связаться с Чаком Ди для меня, потому что я ухожу из группы (N.W.A.). Я спросил: «Почему?». Он сказал: «Потому что мне не платят…» Я сказал: «Хорошо, парень, вот мой номер. Позвони мне, я попробую поговорить с Public Enemy. Я связался с Public Enemy, и они согласились помочь ему. Я взял Ice Cube и его подругу на тот момент… теперь его жену, они сели в мой джип, с нами ещё сидел Keith Shocklee, и я отвёз их на улицу 510 South Franklin, где находилась группа Public Enemy и The Bomb Squad».

## Личная жизнь
Доктор Дре́ женат, хотя и живёт раздельно. У него есть двое детей-подростков.

## Фильмография
| Художественные фильмы | Художественные фильмы                | Художественные фильмы |
| Год                   | Название                             | Роль                  |
| --------------------- | ------------------------------------ | --------------------- |
| 1992                  | Juice (Авторитет)                    | Contest Judge         |
| 1993                  | Gunmen (Стрелок)                     | в роли самого себя    |
| 1993                  | Who’s The Man? (Кто этот тип?)       | в роли самого себя    |
| 1998                  | Ride (Поездка)                       | Eight                 |
| 2003                  | Death of a Dynasty (Смерть Династии) | в роли самого себя    |
| 2003                  | The Hustle (Video)                   | в роли самого себя    |
| 2004                  | The Bahama Hustle (Video)            | Slick                 |
| 2008                  | Fixing Rhonda                        | Mo                    |

| Документальные фильмы | Документальные фильмы                                                |
| Год                   | Название                                                             |
| --------------------- | -------------------------------------------------------------------- |
| 2001                  | MTV 20: Live & Almost Legal (TV Movie documentary)                   |
| 2003                  | Tupac: Resurrection (Тупак: Воскрешение) (Documentary)               |
| 2004                  | And You Don’t Stop: 30 Years of Hip-Hop (TV Mini-Series documentary) |
| 2006                  | VH1 Goes Inside (TV Series documentary), эпизод «Yo! MTV Raps»       |
| 2007                  | 20 Most Shocking Unsolved Crimes (TV Movie documentary)              |

| Телевизионные фильмы | Телевизионные фильмы                                                 |
| Год                  | Название                                                             |
| -------------------- | -------------------------------------------------------------------- |
| 1989                 | Camp MTV (TV Movie)                                                  |
| 1993                 | A Cool Like That Christmas (Ох, уж это Рождество) (TV Movie) (голос) |
| 1995                 | MTV Spring Break: Lake Havasu (TV Movie)                             |
| 2003                 | Comedy Central Roast of Denis Leary (TV Movie)                       |
| 2012                 | 40 Greatest Yo! MTV Raps Moments (TV Movie)                          |

| Телевизионные сериалы | Телевизионные сериалы |
| Год                   | Название |
| --------------------- | --- |
| 1981                  | The People’s Court (TV Series), эпизод с судьей Мэрилин Милиан в качестве свидетеля режиссёра, который подал в суд на своих бывших коллег. Они выиграли 1500 долларов, половина того, что было запрошено |
| 1989-1995             | Yo! MTV Raps |
| 1990                  | MTV Video Music Awards 1990 (TV Special) |
| 1991                  | Super Force (TV Series), эпизод «Yo! Super Force» |
| 1992                  | The Fresh Prince of Bel-Air (Принц из Беверли-Хиллз), эпизод «Ill Will» |
| 1992                  | Hangin' w/MTV (TV Series) |
| 1992                  | The Royal Family (TV Series), эпизод «The Frame Game» |
| 1994                  | MTV Video Music Awards 1994 (TV Special) |
| 1995                  | New York Undercover (Полицейские под прикрытием) (TV Series), эпизод «You Get No Respect» |
| 1995                  | The 1995 Source Hip-Hop Music Awards (TV Special) |
| 1999                  | Moesha (TV Series), эпизод «Isn’t She Lovely?» |
| 2003                  | Rock Me, Baby (TV Series), эпизод «A Pain in the Aspen» |
| 2005                  | Miracle’s Boys (TV Mini-Series), эпизод «Bond of Brothers», «Free Day», «Miracle’s Song», «Who’s to Blame?», «In the Game of Life», «New Charlie»                                                        |
| 2012                  | Big Morning Buzz Live (TV Series), эпизод «Malin Akerman/Matt Bush/Cast of 'Prometheus'» |
| 2016                  | Oprah: Where Are They Now? (TV Series), эпизод «A Hip-Hop Pioneer Opens Up About Living with Diabetes»                                                                                                   |

## Дискография
- Straight From The Basement Of Kooley High! by Original Concept (1988)
- «Down Wit’ MTV» by Todd 1 Featuring Doctor Dre And Ed Lover (1991)
- Back Up Off Me! by Doctor Dré & Ed Lover (1994)